# Фифт Стрит (Тексас)
Фифт Стрит (енгл. Fifth Street) насељено је место без административног статуса у америчкој савезној држави Тексас.

## Демографија
По попису из 2010. године број становника је 2.486, што је 427 (20,7%) становника више него 2000. године.
| Група             | 2000.         | 2010.         |
| Белци             | 90 (4,4%)     | 61 (2,5%)     |
| Афроамериканци    | 106 (5,1%)    | 55 (2,2%)     |
| Азијати           | 2 (0,1%)      | 4 (0,2%)      |
| Хиспаноамериканци | 1.860 (90,3%) | 2.357 (94,8%) |
| Укупно            | 2.059         | 2.486         |